# توي ستوري 2: باز لايتير تو ذا ريسكو
توي ستوري 2: باز لايتير تو ذا ريسكو (بالإنجليزية Toy Story 2: Buzz Lightyear to the Rescue) هي لعبة فيديو من إنتاج شركة أكتيفجن وشركة تي إتش كيو وطورت بواسطة شركة ترافيلرز تيلز وتم طرحها في الأسواق لأول مره في 30 نوفمبر 1999 .

## روابط خارجية
- توي ستوري 2: باز لايتير تو ذا ريسكو على موقع IMDb (الإنجليزية)

- Toy Story 2: Buzz Lightyear to the Rescue على موبي غيمز
- Toy Story 2 (Game Boy Color) على موبي غيمز

1. ↑  "معلومات عن توي ستوري 2: باز لايتير تو ذا ريسكو على موقع giantbomb.com". giantbomb.com. مؤرشف من الأصل في 2020-04-14.
2. ↑  "معلومات عن توي ستوري 2: باز لايتير تو ذا ريسكو على موقع behindthevoiceactors.com". behindthevoiceactors.com. مؤرشف من الأصل في 2019-11-27.
3. ↑  "معلومات عن توي ستوري 2: باز لايتير تو ذا ريسكو على موقع pcgamingwiki.com". pcgamingwiki.com. مؤرشف من الأصل في 2017-03-22.